# 本日休演
『本日休演』（ほんじつきゅうえん、フランス語: Relâche）はフランシス・ピカビアによるバレエで、エリック・サティが作曲した。
サティの最後の作曲作品である。初演はパリのシャンゼリゼ劇場でバレエ・スエドワによって1924年11月29日に行われる予定だったが本当に休演になった。これは主要なダンサーで振付も行ったジャン・ビョルリン (Jean Börlin) の病気によるものだったが、これもダダイストの悪質な冗談だと思った客が騒動を起こした。同年12月4日にようやく初演となった。
振り付けも台本もダンサーの即興で行い、背景には370枚もの反射鏡がはられ、ほとんど何も見えなかったらしい。ピカビアが雑誌『391』に載せた広告では、観客にサングラスと耳栓を用意するように指示している。劇の幕間には映画が上映された。その映画『幕間』ではらくだが引いた霊柩車からジャン・ボルランが飛び出したり、テラスでマン・レイとマルセル・デュシャンがチェスをしたり、空からエリック・サティとフランシス・ピカビアが降りてきてパリめがけて大砲を撃つなどといった、全くストーリー性のない作品となっている。監督はのちのフランス映画の巨匠で、この時期はシュルレアリスムの影響下にあったルネ・クレールである。サティはバレエと映画の両方の音楽を作曲した。
この作品により、親友のロラン・マニュエルはサティの支持をやめた。音楽批評家はこの作品のスキャンダルさえももみ消そうとしたようである。ただし、この作品をダリウス・ミヨーは賞賛していたようである。